# Antonio Rodríguez Huéscar
Antonio Rodríguez Huéscar (Fuenllana 13 de abril de 1912 - Madrid, 1990) foi um filósofo espanhol. Discípulo direto de José Ortega y Gasset e membro da chamada Escola de Madrid.

## Trajetória
Estudou Filosofia na Universidade de Madrid, tendo como professores José Ortega y Gasset, Garcia Morente, José Gaos, Xavier Zubiri, entre outros. Foi contado entre os estudantes que - no verão de 1933 - fizeram o famoso cruzeiro universitário pelo Mediterrâneo.

### Filosofia
Ele é autor de vários testes filosóficos profundamente inspirado pelo escopo de temas e ideias levantadas por Ortega e sua filosofia da razão vital, a relação entre filosofia e vida, ou entre novela e realidade (Ortega e outros escritos, 1964); de estudos documentados e rigorosos sobre a filosofia de seu professor, como Perspectiva y verdad (1966) e La metafísica de Ortega (1982); de uma série de estudos introdutórios a obras clássicas de filosofia (From Platonic Love to Freedom, 1957) e de um romance (Life with a Goddess, 1955). Postumamente, Semblanza de Ortega (1994) e o trabalho inacabado Éthos y logos (1996) foram publicados. De grande interesse é seu prólogo ao Proslogion de San Anselmo (1953), bem como El homo montielensis: a rebelião contra o tempo (1958).
A principal preocupação filosófica Rodriguez Huéscar é elucidar o problema do sentido ético da verdade contida na concepção de verdade de Ortega como "coincidência do homem consigo mesmo"; para o qual ele tem que lidar com o esclarecimento das "categorias da vida", o que substituiria as antigas categorias de ser após a inovação metafísica que o método da razão vital supõe.